# Zapallitos rellenos
Los zapallitos rellenos son un tipo de verdura rellena gratinada al horno gastronomía de Argentina y de la gastronomía de Uruguay. Tiene la particularidad de ser uno de los pocos platos de estas gastronomías que se basan en una especie autóctona, el Cucurbita maxima var. zapallito. El relleno más común es carne picada, si bien ha ido evolucionando a lo largo de la historia.

## Historia
Una de las primeras recetas de esta preparación se encuentra en El arte culinario, de Francisco Figueredo (1889) bajo la denominación a la brasilera, en que usaba como relleno, la pulpa de los zapallitos mezclada con queso y huevo batido, del lado argentino aparece una receta en el libro “Comidas para nueras en apuros” de 1905, que tampoco usaba carne picada, luego 
La Cocinera Oriental de 1914, presenta dos recetas, una  bajo la denominación a la porteña. En este caso se utilizaba como relleno pan mojado en leche mezclado con huevo batido que se espolvoreaba con pan rallado y se cocinaba al horno. La otra versión a “la criolla” es la primera en incorporar carne (salvando los recetarios italianos), en esta versión el relleno lleva carne picada, huevo duro, pasas de uvas, y huevo batido. Cabe señalar que existe con anterioridad, un plato parecido de origen italiano, conocido como zucchinis rellenos o zucchine ripiene tal como lo nombra Pellegrino Artusi, en cuyo relleno ya utilizaba carne picada.

## Preparación
Se hierven los zapallitos enteros en abundante agua y cuando están tiernos se cortan al medio y se vacía la pulpa, reservando la misma. Luego se hace un sofrito con cebolla y morrón, al que se puede agregar ajo y adobo, cuando transparenta se agrega la carne picada y se saltea hasta que esté cocida, finalmente se agrega la pulpa de zapallito y se sigue salteando hasta reduzca y evapore la mayoría del líquido. Opcionalmente se puede agregar arroz hervido. Se rellena con esta preparación los zapallitos cortados al medio, luego se los cubre con alguna salsa, se espolvorea con queso rallado y se gratinan al horno.

## Variantes
Se diferencia esta preparación regionalmente según la salsa que se utilice para cubrir los zapallitos y el empleo de arroz, En Uruguay, lo más común es utilizar salsa blanca y prescindir del arroz, mientras que en Argentina utilizan salsa de tomate y arroz para el relleno. Otra variante es sustituir los zapallitos por morrones.

## Galería

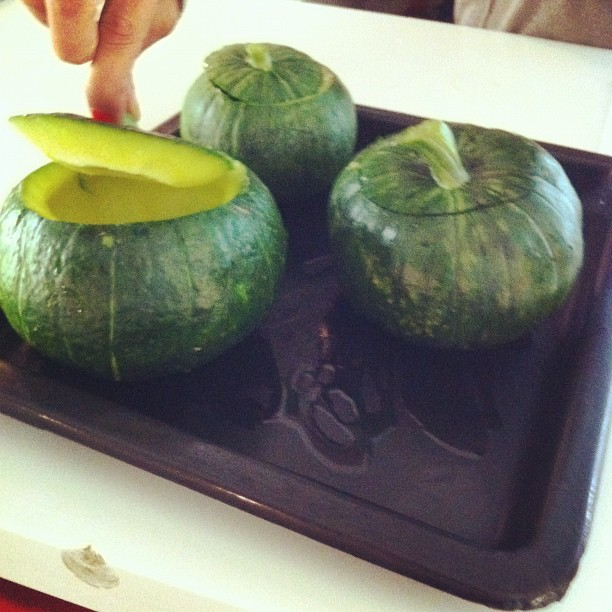
zapallitos prontos para rellenar
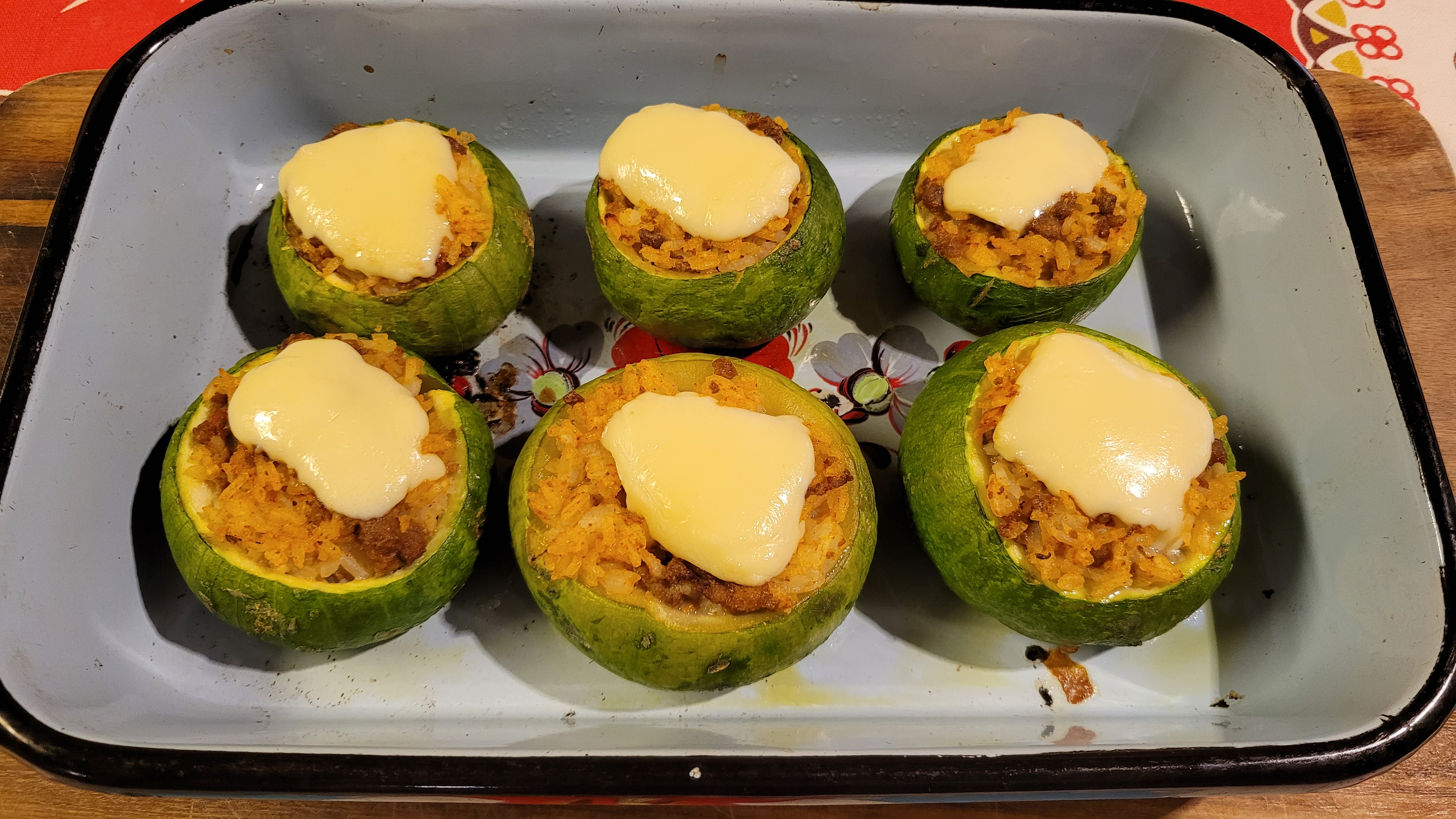
Zapallitos tronco relleno con arroz, carne y queso mozzarella
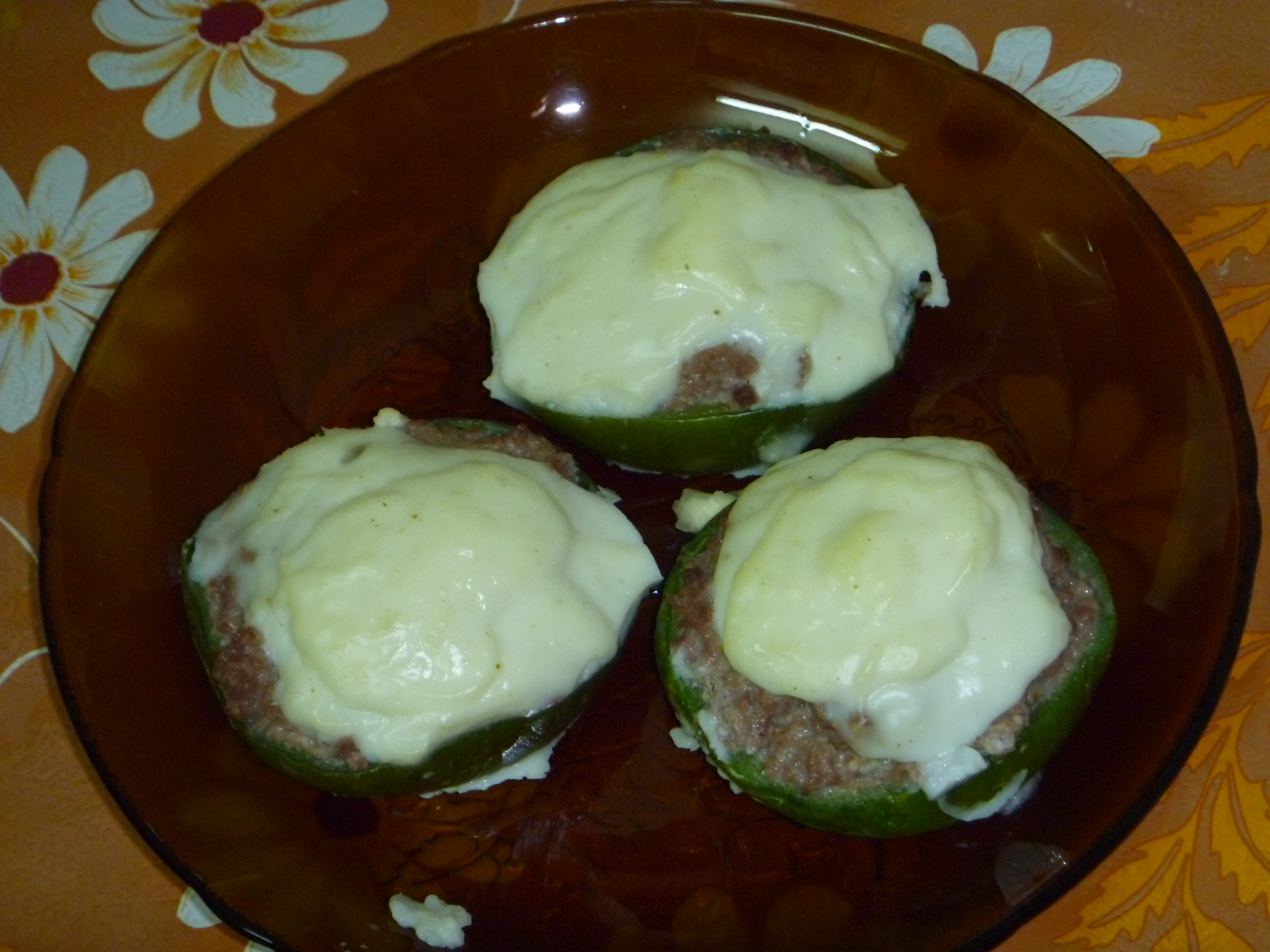
Zapallitos rellenos con salsa blanca
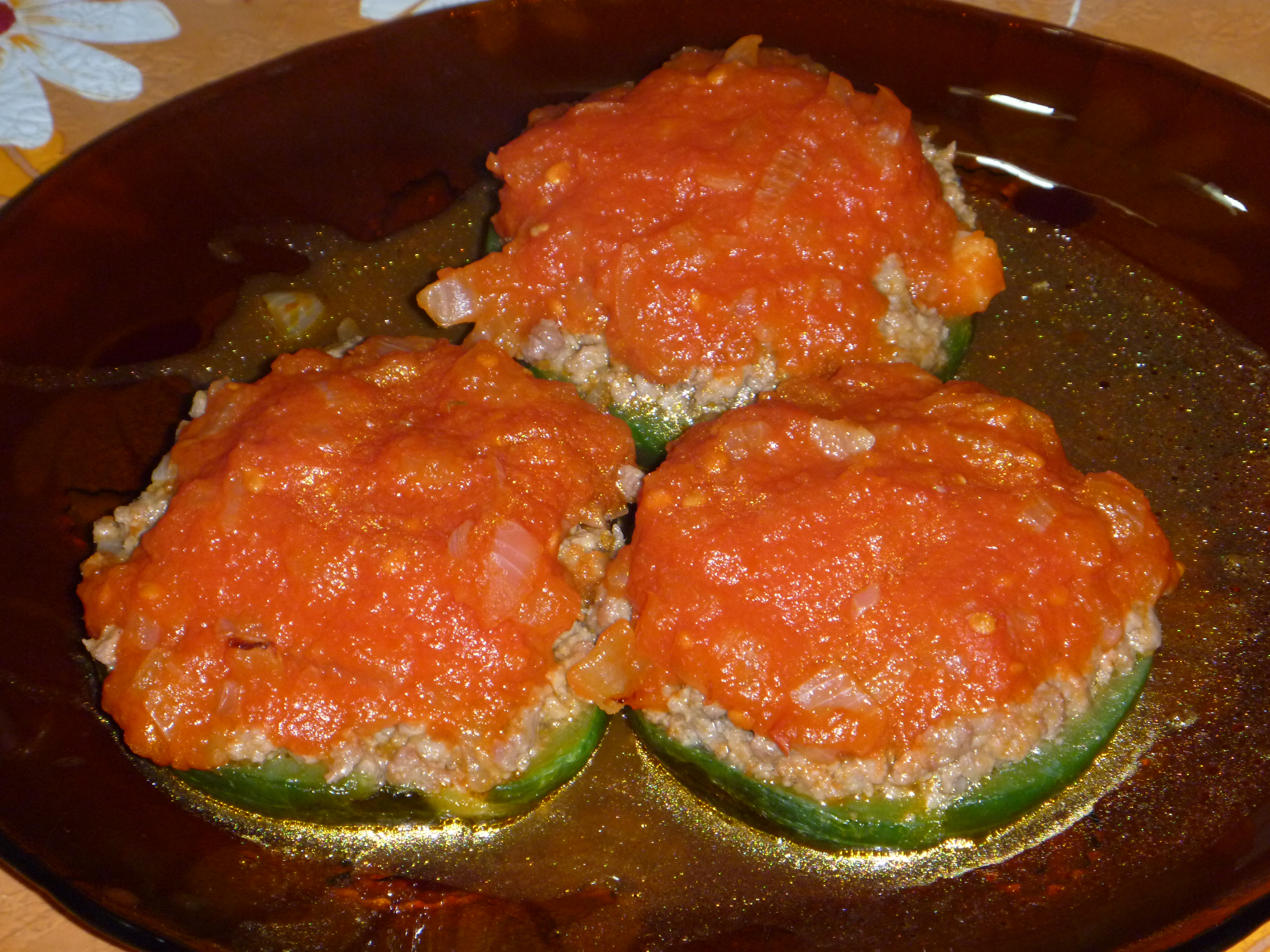
Zapallitos rellenos con salsa de tomate
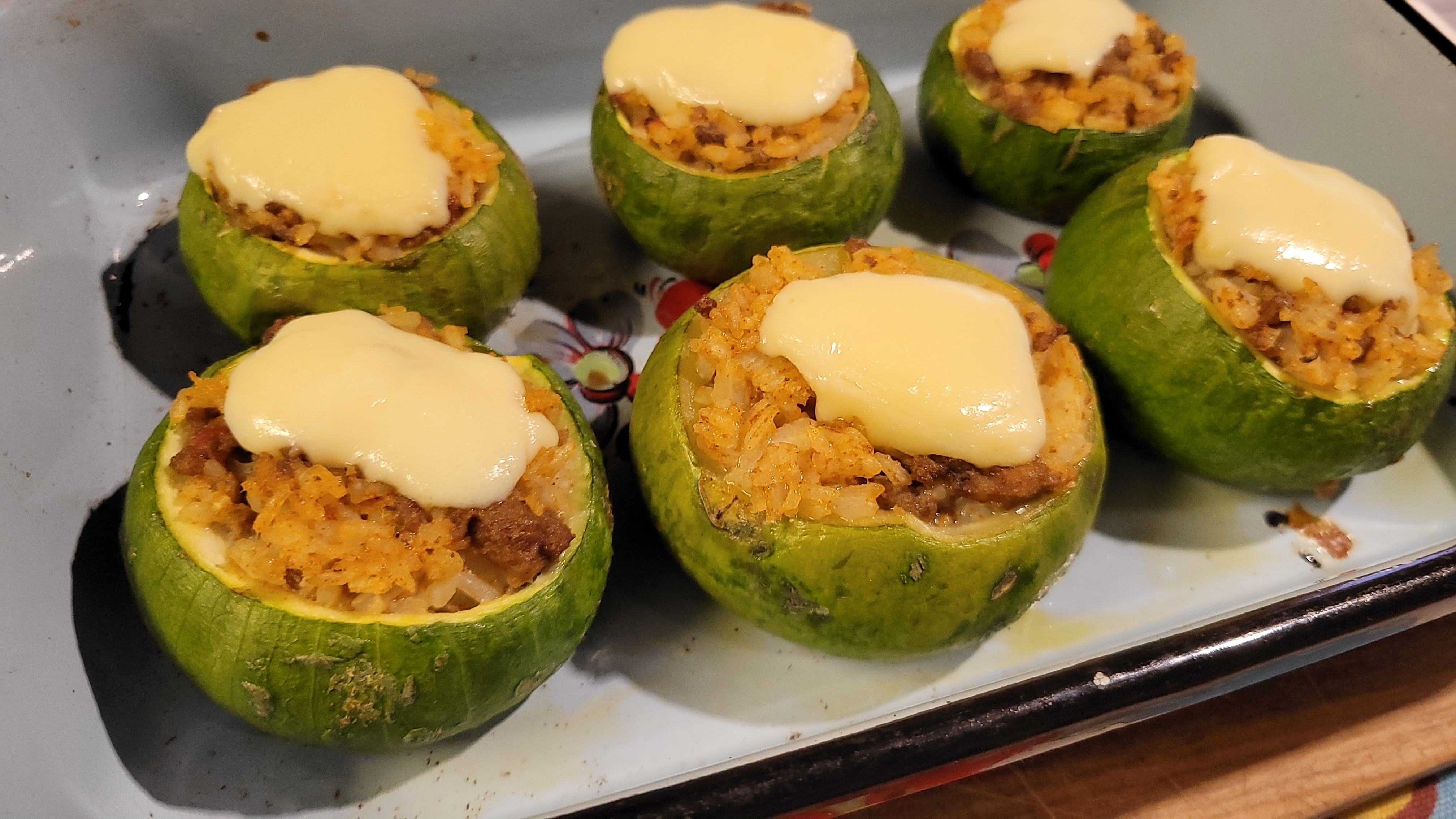
Zapallitos tronco con arroz, carne y queso mozzarella